# نهاد اقتصادی
نهاد اقتصادی (انگلیسی: Economic entity) در حسابداری، یکی از مفروضات استانداردهای حسابداری و گزارشگری مالی بشمار می‌آید و به یک نظام اجتماعی و فرهنگی جامعه که ارتباط مستقیمی با تولید، توزیع و مصرف کالا و خدمات دارد، گفته می‌شود. کارکرد اصلی نهاد اقتصادی، تأمین وسایلی است، که اعضای جامعه با استفاده از آنها، نیازهای خود را تأمین می‌کنند.